# Tetraethylpyrophosphat
Tetraethylpyrophosphat, abgekürzt TEPP ist eine chemische Verbindung aus der Gruppe der Phosphorsäureester. Seine Toxizität beruht auf der Hemmung der Acetylcholinesterase in Nervenzellen.

## Geschichte
Erstmals synthetisiert wurde TEPP Mitte des 19. Jahrhunderts von dem russischen Chemiker Wladimir Petrowitsch Moschnin, einem Studenten von Charles Adolphe Wurtz, in dessen Pariser Labor. Die Synthese wurde von Philippe de Clermont wiederholt und an die Académie des sciences berichtet. Erst 1932 wurde über die enorme Giftigkeit der Substanz berichtet. Gerhard Schrader entwickelte 1938 TEPP zu einem der ersten organischen Insektizide.

## Darstellung
TEPP kann aus Diethylchlorphosphat und Wasser unter Anwesenheit von Pyridin zum Abfangen des Chlorwasserstoffs hergestellt werden.

## Zulassung
Eine EU-Zulassung bestand nie, in Deutschland, Österreich und der Schweiz sind keine Pflanzenschutzmittel mit diesem Wirkstoff zugelassen.